# بلدة سوميت (مقاطعة ماسون)
سوميت، مقاطعة ماسون (بالإنجليزية: Summit Township, Mason County, Michigan)‏ هي بلدة تقع بولاية ميشيغان في الولايات المتحدة. تبلغ مساحتها 37.1 (كم²)، وترتفع عن سطح البحر 204 م، بلغ عدد سكانها 1021 نسمة في عام تعداد الولايات المتحدة 2000 حسب إحصاء مكتب تعداد الولايات المتحدة وتصل الكثافة السكانية فيها 30.7 نسمة/كم2.

## وصلات خارجية
- The US50 - Cities and Towns in Michigan State
- Michigan Cities and Towns, Facts, Map, Flag, Colleges, Government, and More